# Salāmeh
Salāmeh (persiska: Salamī, سلامه, سلامی) är en ort i Iran.   Den ligger i provinsen Khorasan, i den östra delen av landet, 800 km öster om huvudstaden Teheran. Salāmeh ligger 1 062 meter över havet och antalet invånare är 6 056.
Terrängen runt Salāmeh är platt åt sydväst, men åt nordost är den kuperad.Runt Salāmeh är det glesbefolkat, med 13 invånare per kvadratkilometer. Salāmeh är det största samhället i trakten. Trakten runt Salāmeh är ofruktbar med lite eller ingen växtlighet.